# Oxford (tessuto)

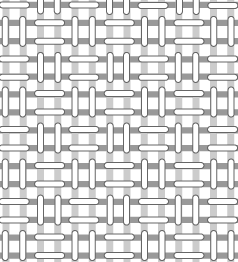
Armatura nattè che con ordito colorato e trama bianca produce l'oxford

L'Oxford è un tipo di tessuto per camicie. Prende il nome dalla cittadina inglese di Oxford, dove iniziò la produzione per confezionare le camicie tipo oxford.
Tecnicamente è realizzato con un'armatura nattè, con il raddoppio dei fili di trama e ordito del medesimo titolo o con fili di titolo sottile raddoppiati in ordito e un unico filo di trama più grosso e morbido. La sua particolarità è di avere i fili d'ordito colorati e i fili di trama bianchi, cosa che accentua l'effetto d'intreccio a cestino formando una minuscola quadrettatura.
Tessuto di mano fresca è realizzato con filato di puro cotone di titolo molto sottile.